# MacOS Sequoia
macOS Sequoia (versione 15) è la ventunesima major release di macOS, il sistema operativo di Apple per computer Macintosh. Successore di macOS Sonoma, è stato annunciato alla WWDC 2024 il 10 giugno e pubblicato il 16 settembre 2024.
Prende il nome dall'omonimo parco nazionale situato in California.

## Funzioni
Alcune delle novità più rilevanti di Sequoia sono:
- iPhone Mirroring: possibilità di riprodurre virtualmente il proprio iPhone come una finestra in MacOS;
- Password: applicativo multisistema successore di Accesso Portachiavi[2];
- Integrazione di Apple Intelligence nel sistema (solo per Mac con chip Apple Silicon, serie M), dalle Math Notes in Note ad altro ancora;
- Ambiente desktop migliorato, con la possibilità di poter ancorare e sezionare le finestre;
- App Calcolatrice e Safari aggiornate nel design e nelle funzionalità[3].

iPhone Mirroring non è ufficialmente utilizzabile in UE. Apple Intelligence è ancora in modalità beta al momento ed in lingua inglese; Apple ha ufficializzato che arriverà in italiano nel 2025.

## Compatibilità
macOS Sequoia supporta i seguenti Mac:
- iMac (2019 e successivi)
- iMac Pro (2017)
- MacBook Air (2020 e successivi)
- MacBook Pro (2018 e successivi)
- Mac Mini (2018 e successivi)
- Mac Pro (2019 e successivi)
- Mac Studio (tutti i modelli)